# Passos Gigantes
Passos Gigantes (inglês: Giant Steps) é um projeto de arte sem fins lucrativos que consiste numa instalação em grande escala sob a forma de uma pegada gigante e um festival cultural. O projecto levou a cabo 5 instalações em 4 diferentes países: Austrália, Hungria, Brasil e Rússia, centrando-se nos temas da cultura local e ambiente. O autor do projeto é o pintor e escultor suíço-húngaro Viliam Mauritz.

## Conceito
O projecto utiliza a imagem de uma pegada, um símbolo forte e universalmente reconhecível, para encorajar o espectador a reflectir sobre a impressão das nossas acções diárias. O projeto está concebido para "caminhar pelo mundo" lançando luz sobre o ambiente cultural e ecológico das comunidades locais. A pegada representa a marca que as nossas ações deixam no planeta e o mentes do povo. À medida que os participantes caminham através da instalação com cem metros de comprimento, não vêem a forma que assumem, o que realça como temos de nos distanciar para ver a impressão das nossas acções.
A instalação é sempre construída a partir de materiais naturais nativos da área do evento.

## Projetos

### 1º Passo. Austrália(Brisbane). 2015.

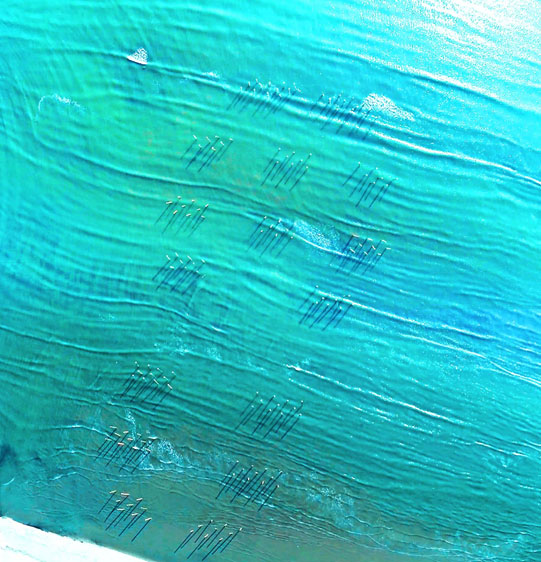
Vista aérea da instalação em maré alta.

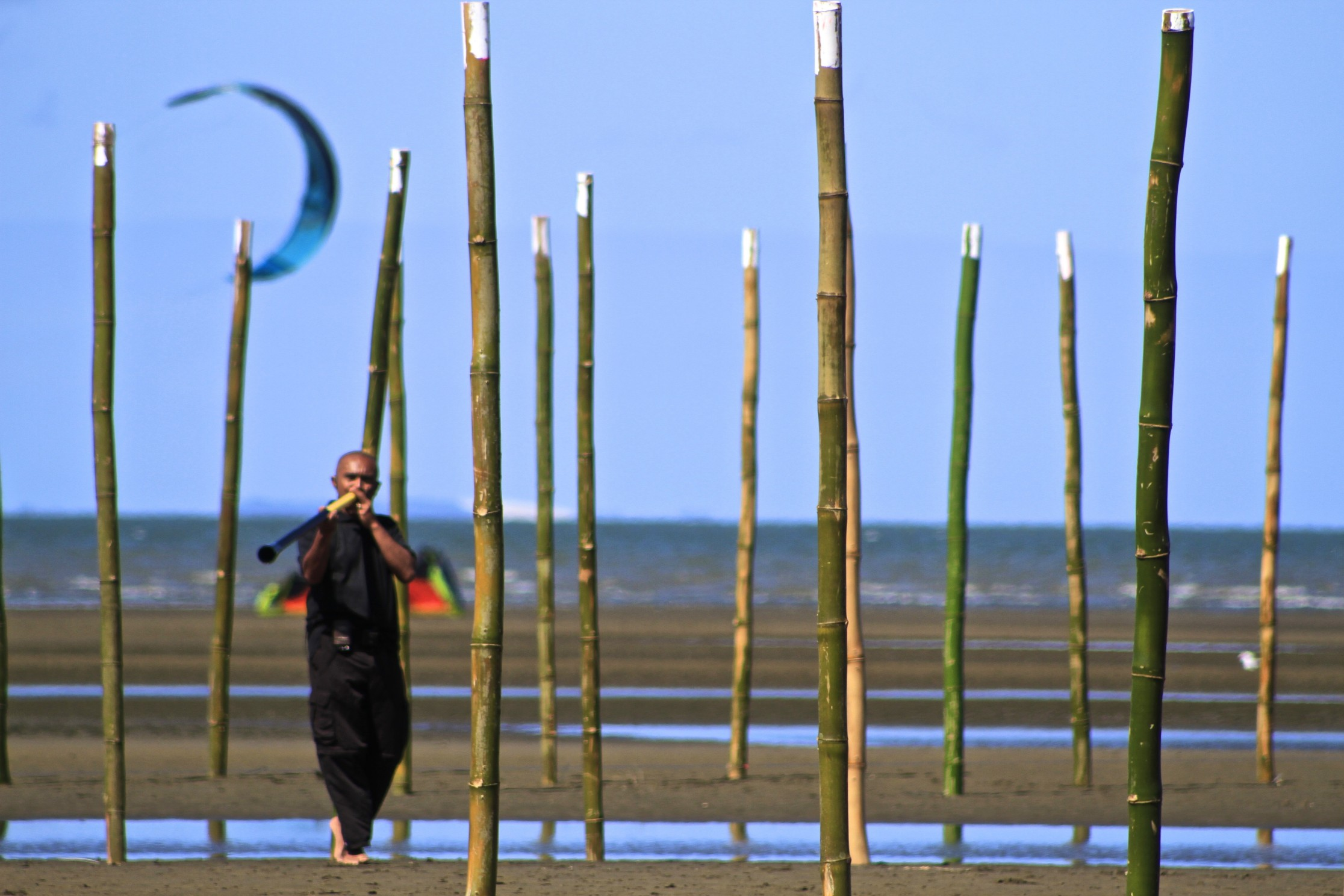
Atuação de didjeridu na instalação "Giant Steps" na Austrália.

Em 2015, Viliam Mauritz abriu uma campanha de crowdfunding no Indiegogo para implementar o primeiro Giant Step. A campanha obteve 1 151 euros. Eventualmente, o projeto foi implementado com o apoio da Music by the Sea, do Elysium Theatre, de Jared Cassidy do Australian Council of Labour e de muitos voluntários locais. Loretta Henry, a directora criativa e escritora do Elysium Theatre, actuou como gestora do projeto na Austrália e o projeto teve lugar em 10 e 11 de outubro de 2015 na praia de Sandgate, em Brisbane, Austrália.
A instalação foi criada a partir de 152 postes de bambu locais sem tratamento colocados na costa em baixa maré. O músico nativo australiano Tjupurru estava a tocar o didjeridu enquanto caminhava através da instalação. O público pôde caminhar entre os postes de bambu, sem ter qualquer ideia da silhueta que está a tomar forma.

### 2º Passo. Hungria(Kaposmérő). 2017.

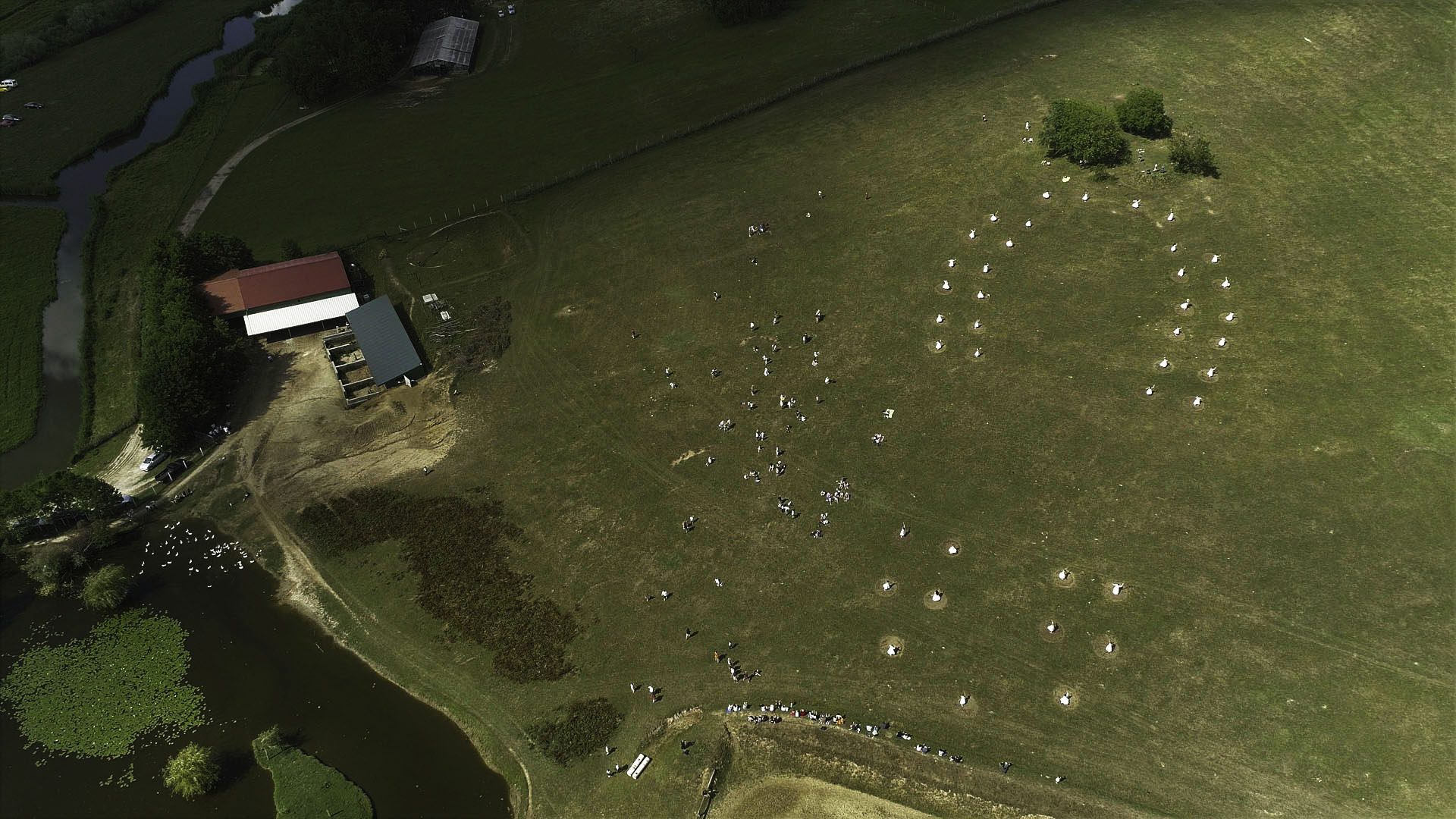
Instalação de Passos Gigantes em Kaposmérő, Hungria.

O segundo "Passo" foi implementado em junho de 2017 no vale de Kassai – Kaposmérő, Hungria, onde uma antiga tradição húngara de tiro com arco a cavalo deixou uma marca profunda na cultura local. A instalação aconteceu na propriedade de Lajos Kassai, multicampeão mundial de tiro com arco a cavalo. O projeto foi gerenciado por Tibor Szombathelyi, um guru do estilo de vida rural húngaro, e apoiado por organizadores anteriores, bem como por voluntários locais.
A instalação consistiu em 39 círculos cortados no campo e uma mulher de vestido branco a girar em cada círculo. Esta instalação foi acompanhada por música e dança tradicionais húngaras, uma feira de artesanato e exercícios de tiro com arco a cavalo conduzidos pelo mestre Lajos Kassai. Centenas de pessoas acamparam no vale para visitar o evento dos Passos Gigantes.

### 3º Passo. Brasil(Raposa Serra do Sol).2017.

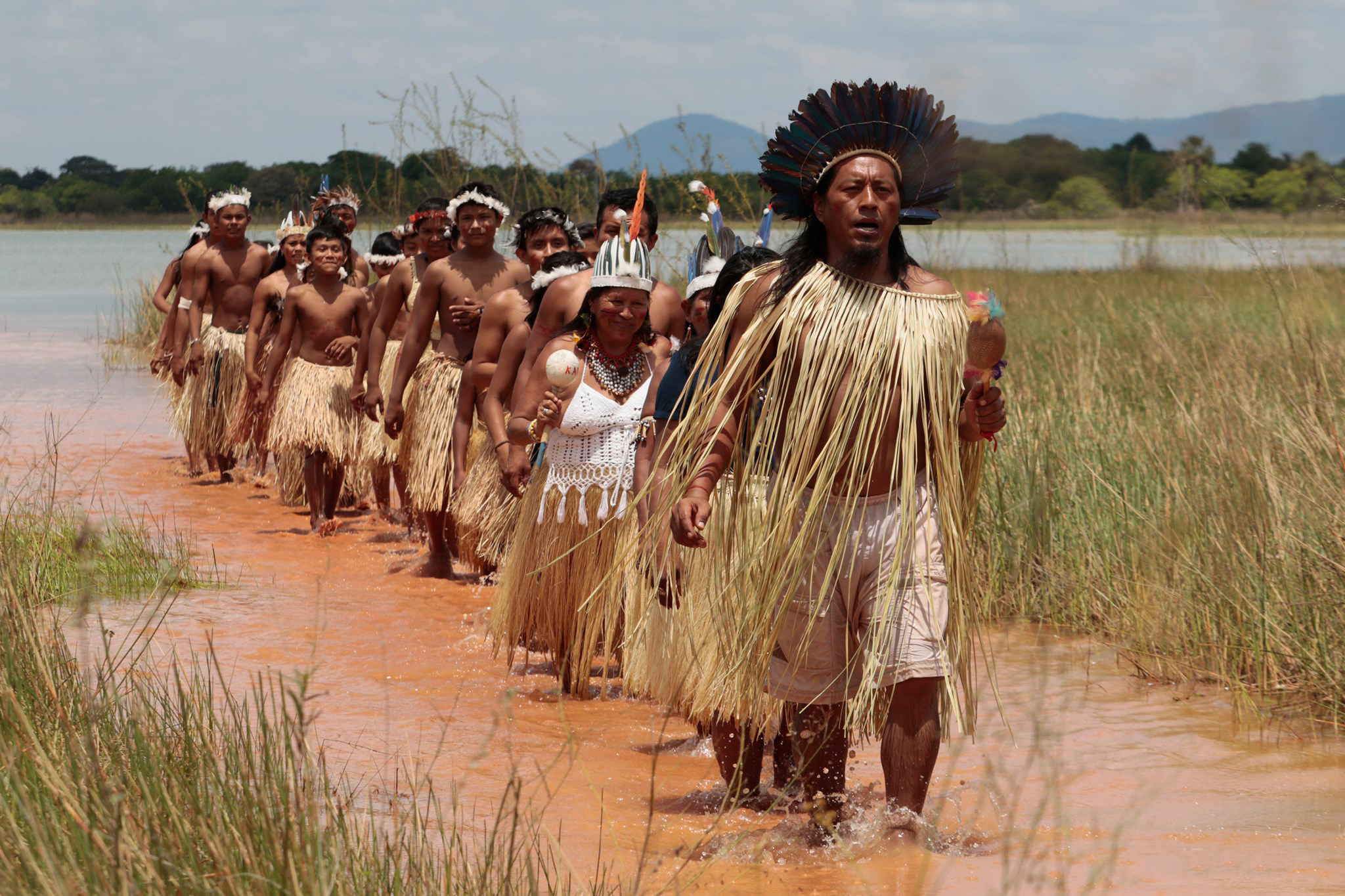
Jaider Esbell realizando um ritual Macuxi.

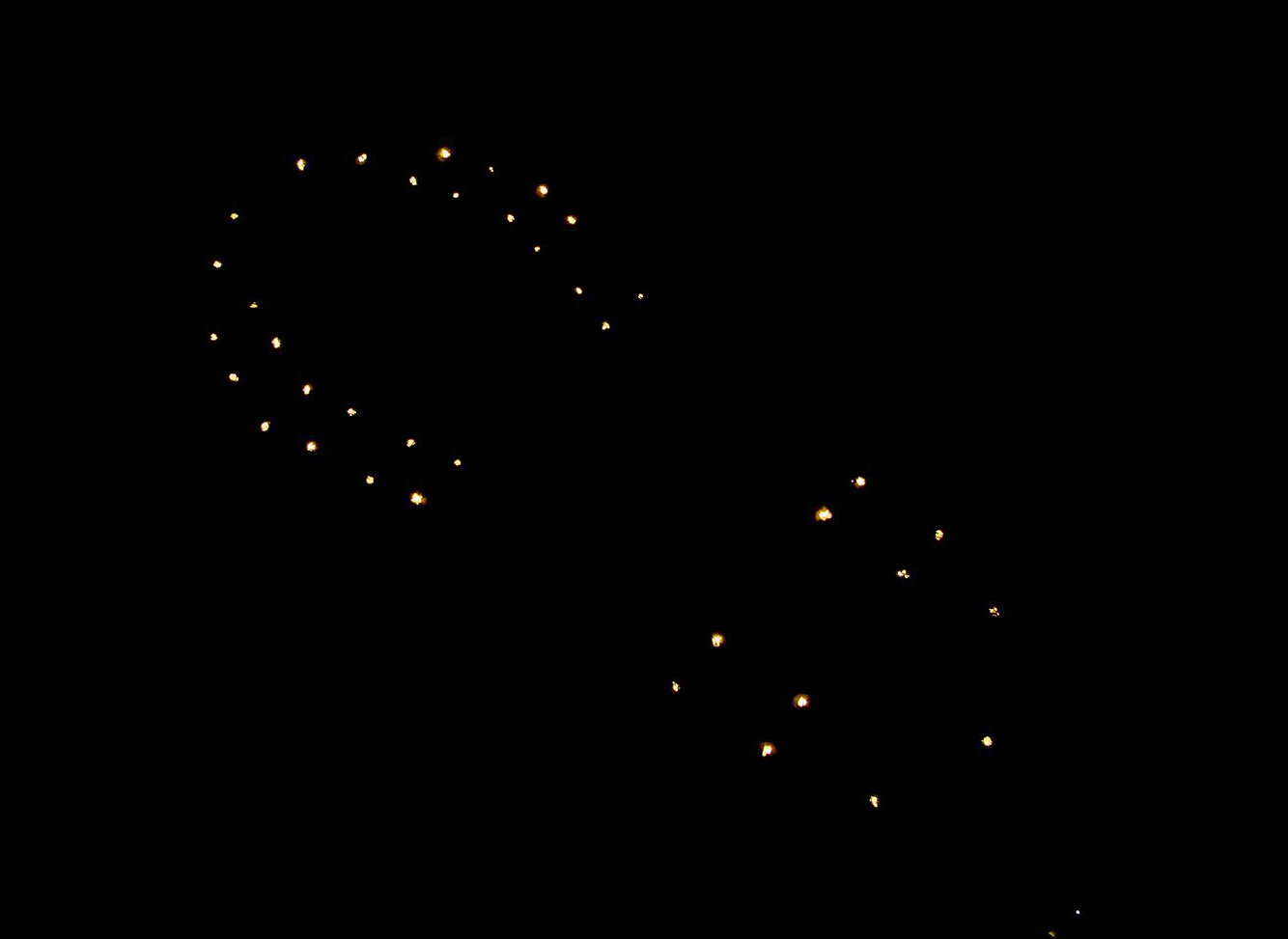
Instalação do Passos Gigantes feita de fogueiras Macuxi.

Em 2017, um artista e ativista indígena brasileiro Jaider Esbell contactou Viliam Mauritz convidando-o a levar o projeto Giant Steps para a sua comunidade de Raposa, no Brasil, para mostrar a marca da batalha do povo indígena Macuxi pela sobrevivência da sua cultura. A comunidade Macuxi encontrou uma profunda ligação espiritual com o projeto, uma vez que este se relacionava com a sua mitologia.

«Na sua mitologia, um gigante chamado Makunaima é aquele que os vai libertar. O meu projeto representa uma pegada enorme como se tivesse sido deixada por um gigante... Foi por isso que me aceitaram e ficaram convencidos de que eu tinha vindo para os ajudar. Expliquei-lhes que não podia fazê-lo, mas que teria todo o gosto em fazer com que o mundo os conhecesse.»

Viliam Mauritz, numa entrevista ao Život (Eslováquia)
Jaider Esbell assumiu o cargo de gestor do projeto na Amazónia, Brasil, e, juntamente com os Music By The Sea, o Elysium Theatre e a antropóloga e tradutora Nina Vincent, implementaram o projeto em Raposa Serra do Sol, Roraima, a terra natal do povo Macuxi.
A "pegada" foi feita com 39 fogueiras Macuxi e foi acompanhada de rituais Macuxi, danças, desenhos em argila e montadas de cavalo.

### 4º Passo. Rússia(Ovstug).2019.

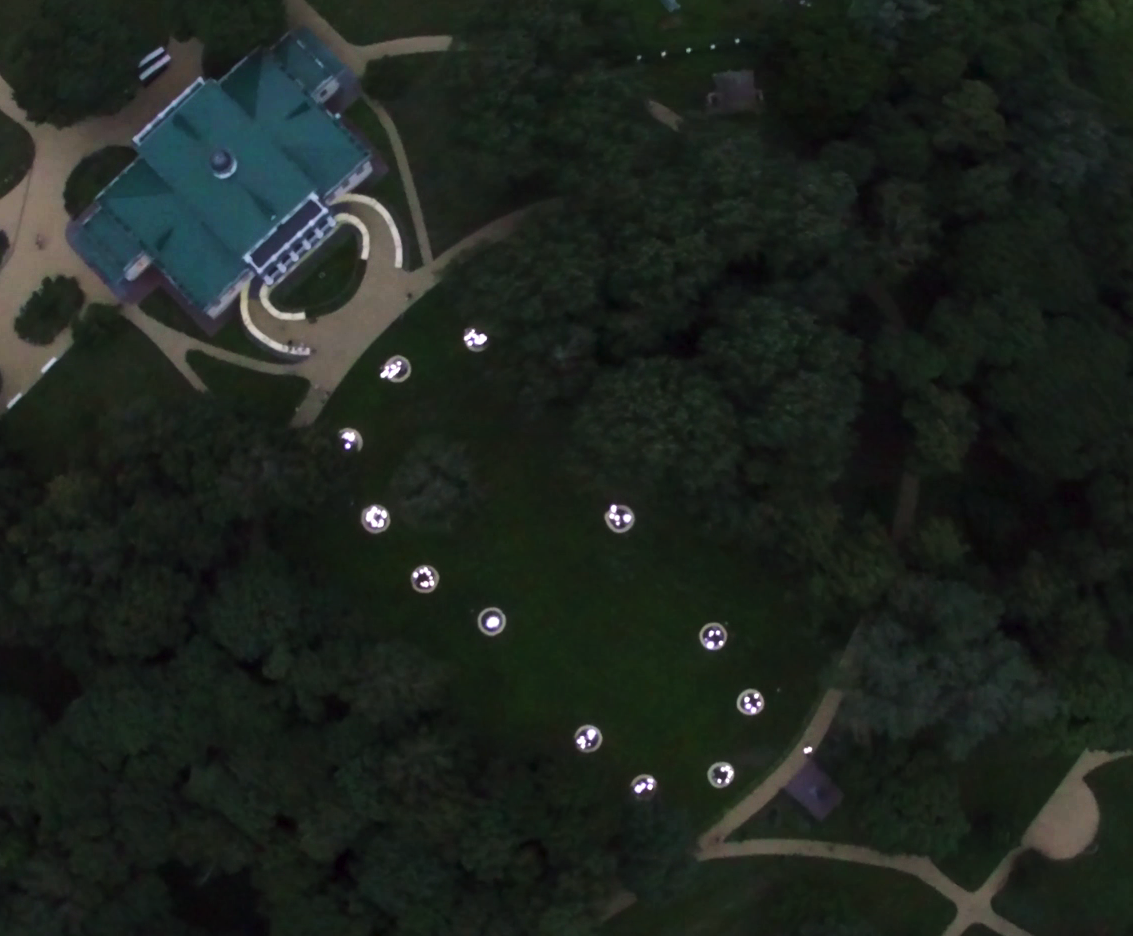
A instalação Passos Gigantes em frente à mansão de Fiódor Tiútchev em Ovstug.

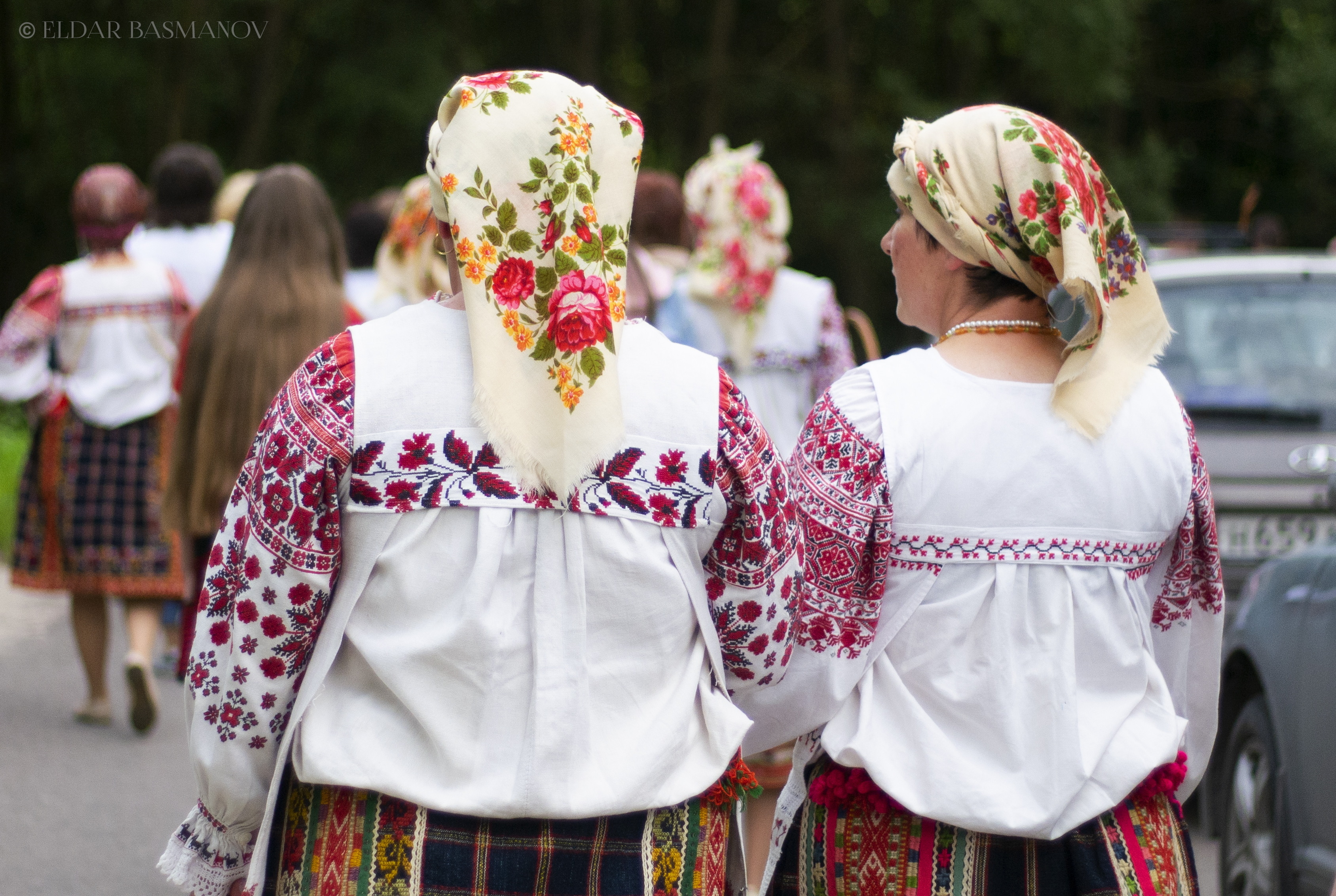
Mulheres em roupas tradicionais russas no festival Passos Gigantes em Ovstug.

A quarta etapa foi dedicada a um famoso poeta russo do século XIX, Fiódor Tiútchev, e à sua marca na cultura mundial. O projeto foi implementado em colaboração com o Museu Memorial Estatal de F. Tyutchev em Ovstug, na região de Bryansk. A antiga professora da Universidade Estatal de Bryansk, Elena Burdina, assumiu o cargo de gestora do projeto.
O projeto em Ovstug transformou-se num festival multicultural, uma vez que os gestores das etapas anteriores, Loretta Henry (Elysium Theatre) e Zoli Mauritz (Music By the Sea) da Austrália e Jaider Esbell do Brasil, participaram no festival.
O festival incluiu espectáculos poéticos e musicais, workshops de caligrafia e de danças de salão, workshops de artesanato, jogos tradicionais russos, palestras, exposições de arte e visitas guiadas ao Museu Tiútchev. Um dos poemas mais famosos de Tiútchev, "Silentium", foi lido nas 5 línguas do projeto (francês, inglês, húngaro, português e russo).
A instalação consistiu em 14 círculos formados com serradura incandescente no campo em frente ao solar de Fiódor Tiútchev e um voluntário em cada círculo a ler os poemas de Tiútchev.

## Projetos em desenvolvimento

### Brasil(Caatinga)

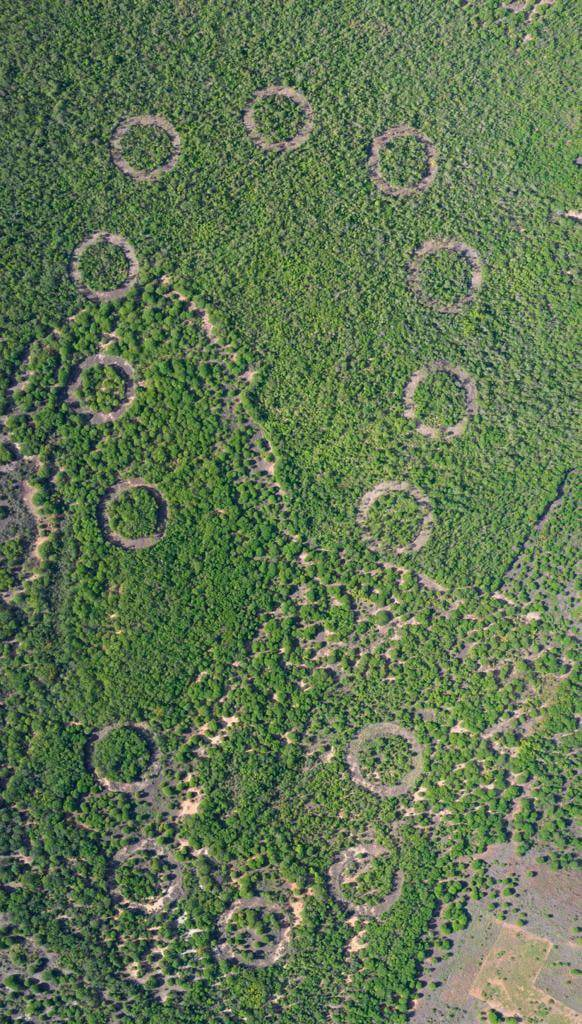
Os 14 círculos da instalação serão preenchidos com plantas, arbustos e árvores.

Durante o projecto Passos Gigantes em Raposa, em 2017, o jornalista brasileiro Álvaro Severo abordou Viliam Mauritz com uma proposta para trazer Passos Gigantes para a sua região natal, Caatinga, um bioma único que se está a transformar num deserto devido à desflorestação. Propôs-se fazer um percurso de vários quilómetros que a comunidade local pode mais tarde povoar com plantas, arbustos e árvores com o objectivo de criar uma agrofloresta em Caatinga.
Em 2020, Viliam Mauritz abriu uma campanha de crowdfunding no Indiegogo para financiar a 5ª Passo na Caatinga.
Em Novembro de 2022, a equipa de Álvaro terminou os 14 círculos que compõem a pegada gigante. Álvaro está actualmente a trabalhar em cooperação com investigadores da Universidade Federal Rural de Pernambuco para povoar os círculos com vegetação.

### Rússia(Parque Pleistoceno, Sibéria)
Em 2020, Viliam Mauritz começou a trabalhar com Sergey Zimov, o diretor do Parque Pleistoceno na Sibéria, Rússia, para realizar a instalação dedicada à "pegada gigantesca" que o Parque Pleistoceno está a deixar com o seu esforço para preservar o permafrost e travar o aquecimento global.
A instalação no Parque Pleistoceno está a ser planeada como parte de uma iniciativa mais vasta denominada "The Arctic Circle Walk", que envolveria a criação de uma instalação de passos gigantes em todos os países do círculo ártico, chamando a atenção para o problema do degelo do permafrost na Sibéria, Alasca, Canadá, Gronelândia, Islândia, Noruega, Suécia e Finlândia.